# Growing Up Fisher
Growing Up Fisher é uma série de televisão estadunidense transmitida pela NBC. A série estreou nos Estados Unidos em 23 de fevereiro de 2014.
Em 10 de janeiro de 2014 a NBC anunciou que Growing Up Fisher iria estrear após os Jogos Olímpicos de 2014, no domingo, 23 de fevereiro, às 10:30 horas, e depois passar para o seu intervalo de tempo normal, na terça-feira, 4 de março, às 09:30 horas, após About a Boy.
Em 9 de maio de 2014, depois de uma temporada, a NBC cancelou "Growing Up Fisher".

## Desenvolvimento e produção
A série apareceu pela primeira vez na lousa de desenvolvimento da NBC, em outubro de 2012, sob o título "Then Came Elvis".
Em fevereiro de 2013, Parker Posey foi escalada para interpretar Joyce Fisher, a mãe de Henry, que tenta recuperar sua juventude, pós-divórcio. J.K. Simmons foi o segundo escalado, para interpretar o patriarca da família, Mel Fisher. Pouco tempo depois, Eli Baker e Ava Deluca-Verley foram então adicionados ao elenco, com Baker no papel principal, como Henry Fisher e Deluca-Verley para o papel de Katie Fisher, irmã mais velha de Henry.
Em maio de 2013, a NBC encomendou a série sob o novo título The Family Guide, e, em junho, a série passou a ter outro nome, alterado para Growing Up Fisher. Em julho de 2013, Parker Posey que daria vida a personagem Joyce Fisher, foi substituída por Jenna Elfman.

## Elenco

### Elenco principal
- J. K. Simmons como Mel Fisher
- Jenna Elfman como Joyce Fisher
- Eli Baker como Henry Fisher
- Ava Deluca-Verley como Katie Fisher
- Lance Lim como Runyen
- Natalie Hall como Taylor
- Payton como Elvis

### Elenco recorrente
- Harold Perrineau como Fred
- Constance Zimmer como Allison

## Recepção
Growing Up Fisher teve recepção mista por parte da crítica especializada. Com base de 26 avaliações profissionais, alcançou uma pontuação de 54% no Metacritic.